# Fosforanowanie

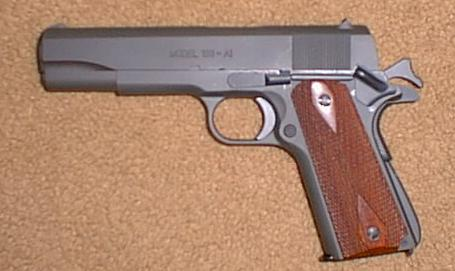
Fosforanowany pistolet Colt M1911

Fosforanowanie (fosfatyzacja, daw. parkeryzacja) – proces chemicznego lub elektrochemicznego wytwarzania ochronnej matowo-szarej powłoki fosforanów na powierzchni metali (gł. stali); prowadzony w gorących roztworach fosforanów i kwasu fosforowego. Powłoka fosforanowa jest skuteczną powłoką antykorozyjną, odporną na działanie wysokich temperatur, bardzo dobrze niweluje refleksy świetlne, jednak jest stosunkowo miękka. Poza tym zmniejsza współczynnik tarcia oraz stanowi dobry podkład dla farb i lakierów. Występuje również w barwie ciemnoszarej i czarnej. Może być stosowana zarówno w nożach ze stali narzędziowej, jak i nierdzewnej.